# Персидский поход (1722—1723)
Персидский поход 1722—1723 годов (Русско-персидская война 1722—1723 годов) — поход русских армии и флота в принадлежавшие Персии юго-восточное Закавказье и Дагестан.
Официальной целью похода было проложить торговый путь для российских купцов («отворил нам в Азию ворота») и оградить их от грабителей. Существует мнение, что целью также было наказание лезгин в Закавказье.

## Предпосылки
Ещё в 1701 году Исраэль Ори, армянский дипломат, совместно с влиятельным политическим и церковным деятелем Армянской церкви Минасом Тиграняном, отправились в Москву к царю Петру I, чтобы представить ему свой план освобождения Армении при поддержке России. Также они передали Петру I письмо армянских (сюникских и карабахских) меликов, в котором, в частности, говорилось: «Не имеем иной надежды, токмо в Бозе монарха небеснаго, вашего величества на земли государя». Пётр пообещал оказать армянам помощь по окончании войны со Швецией.
В донесении князя Бековича-Черкасского Петру I о положении дел на Кавказе от 29 мая 1714 года он убеждает Российского государя в необходимости привлечения кумыкских владетелей на свою сторону, поясняя это следующим образом:
ежели народ сей, за помощью божиею вашим мудрым промыслом при вашей стороне, тогда сила ваш в том краю наилутше разширитъся может, оттого и другим страх будет понеже сего пригорного народа в тех сторонах безмерно боятся, а паче в страх персияне, которые для опасенъя своего кумыцким князьям и шевкалам будто жалованье дают и ежели разсуждатъ их дела, то подобно дани, и расход великий от шаха персидского владельцам кумыцким повсягодно бывает.Бекович-Черкасский А. // Алиев К.Таргу-наме. Лексикон... С. 48
В первой четверти XVIII века Сефевидская Персия переживала глубокий политический и экономический кризис. Артемий Волынский, посетивший Персию как посол в 1715 году с целью разведки обстановки, сообщал о низкой боеспособности персидской армии, общем упадке и высказывал мнение, что Персию нетрудно будет завоевать.
После окончания Северной войны Пётр I решил совершить поход на западное побережье Каспийского моря, и, овладев Каспием, проложить торговый путь из Центральной Азии и Индии в Европу через Россию, что было весьма выгодным для российских купцов и обещало доходы в казну Российской империи. Торговый путь должен был проходить по территории Индии, Персии, оттуда в русский форт на реке Куре, потом через Грузию в Астрахань, откуда планировалось товары развозить по всей Российской империи.
Пётр I уделял большое внимание развитию торговли и экономике. Ещё в 1716 году он посылал через Каспий в Хиву и Бухару отряд князя Бековича-Черкасского. Перед экспедицией была поставлена задача склонить хивинского хана в подданство, а бухарского эмира к дружбе с Россией; разведать торговые пути в Индию и залежи золота в низовьях Амударьи. Однако эта первая экспедиция полностью провалилась — хивинский хан сначала уговорил князя рассредоточить силы, а затем вероломно напал на отдельные отряды и уничтожил их.
В марте 1722 года афганский эмир Мир Махмуд осадил столицу Персии Исфахан, а в октябре 1722 года сверг шаха Солтан Хусейна и провозгласил себя новым правителем Персии. При этом сын Хусейна Тахмасп бежал на север Персии, где его признали законным правителем. Османская империя попыталась вмешаться в дела Персии: Мир-Махмуду было объявлено, что его право на престол будет признано при условии принятия им вассальной зависимости от Османской империи. Также Османская империя приняла главу Ширванского ханства Хаджи-Давуда (Дауд-бека) в свое подданство на правах хана Дагестана и Ширвана и обещала ему военную помощь. Пётр I решил воспользоваться возникшим в Персии хаосом и при этом не допустить усиления Османской империи.

## Подготовка
Подготовка русских войск к походу в Персию началась ещё во время Северной войны.
Первоначальный план военной кампании предусматривал высадки на берегу Каспия и дальнейшее продвижение по суше вглубь территории Персии, где планировалось объединить русские силы с армянскими и грузинскими (в количестве около 40 тыс. человек), придя последним на помощь в их борьбе за освобождение от Персидского и Османского владычества.
В 1714—1715 гг. А. Бекович-Черкасский составил описание северного и восточного побережий Каспийского моря. В 1718 году Н. Кожин и В. Урусов также составили описание восточного побережья Каспия. В 1719—1720 гг. Верден и Ф. Соймонов составили описание западного и южного берегов Каспийского моря. В результате этой экспедиции была составлена сводная карта всего Каспия.
Пётр планировал выступить из Астрахани, идти берегом Каспия, захватить Дербент и Баку, дойти до реки Куры и основать там крепость, потом пройти до Тифлиса, оказать грузинам помощь в борьбе с Османской империей и оттуда вернуться в Россию. На случай грядущей войны был налажен контакт как с Картлийским царём Вахтангом VI, так и Армянским Католикосом Аствацатуром I. Казань и Астрахань превратились в центры организации Персидского похода. Для предстоящего похода из 80 рот полевых войск было сформировано 20 отдельных батальонов общей численностью 22 тысячи человек и 196 артиллерийских орудий. Также по пути в Астрахань Пётр заручился поддержкой калмыцкого хана Аюки, и в походе приняли участие отряды калмыцкой конницы численностью 7 тысяч человек. 15 (26) июня 1722 года российский император прибыл в Астрахань. Он решил 22 тыс. человек пехоты переправить морем, а 7 драгунских полков общей численностью 9 тыс. человек под командованием генерал-майора Кропотова отправить по суше из Царицына, также по суше шли запорожские и донские казачьи части. Также было нанято 30000 татар.
По распоряжению Петра I и при его непосредственном участии в Казанском адмиралтействе было построено около 200 транспортных кораблей (в том числе: 3 шнявы, 2 гекбота, 1 гукор, 9 шуйт, 17 тялак, 1 яхта, 7 эверсов, 12 гальотов, 1 струг, 34 ластовых судна), которые были укомплектованы 6 тысячами матросов.
15 (26) июля 1722 года Пётр издал «Манифест к народам Кавказа и Персии», в котором заявил, что «подданные шаха — лезгинский владелец Дауд-бек и казыкумский владелец Сурхай — восстали против своего государя, взяли приступом город Шемаху и совершили грабительское нападение на русских купцов. Ввиду отказа Дауд-бека дать удовлетворение принуждены мы… против предреченных бунтовщиков и всезлобных разбойников войско привести».
Авторство манифеста принадлежало князю Дмитрию Кантемиру, который ведал походной канцелярией. Владение восточными языками позволило Кантемиру сыграть в этом походе видную роль. Он изготовил арабский наборный шрифт, организовал специальную типографию и напечатал на азербайджанском («татарском» по тогдашней терминологии), турецком и персидском языках переведённый им же самим манифест Петра I.
Также через российского консула в Персии Семёна Аврамова Пётр обратился к персидским властям с посланием, в котором отмечалось, что поход осуществляется не «для войны с Персиею», а для помощи законным властям «очистить от всех их неприятелей, и паки утвердить постоянное владение персидское».

## Боевые действия

### Кампания 1722 года

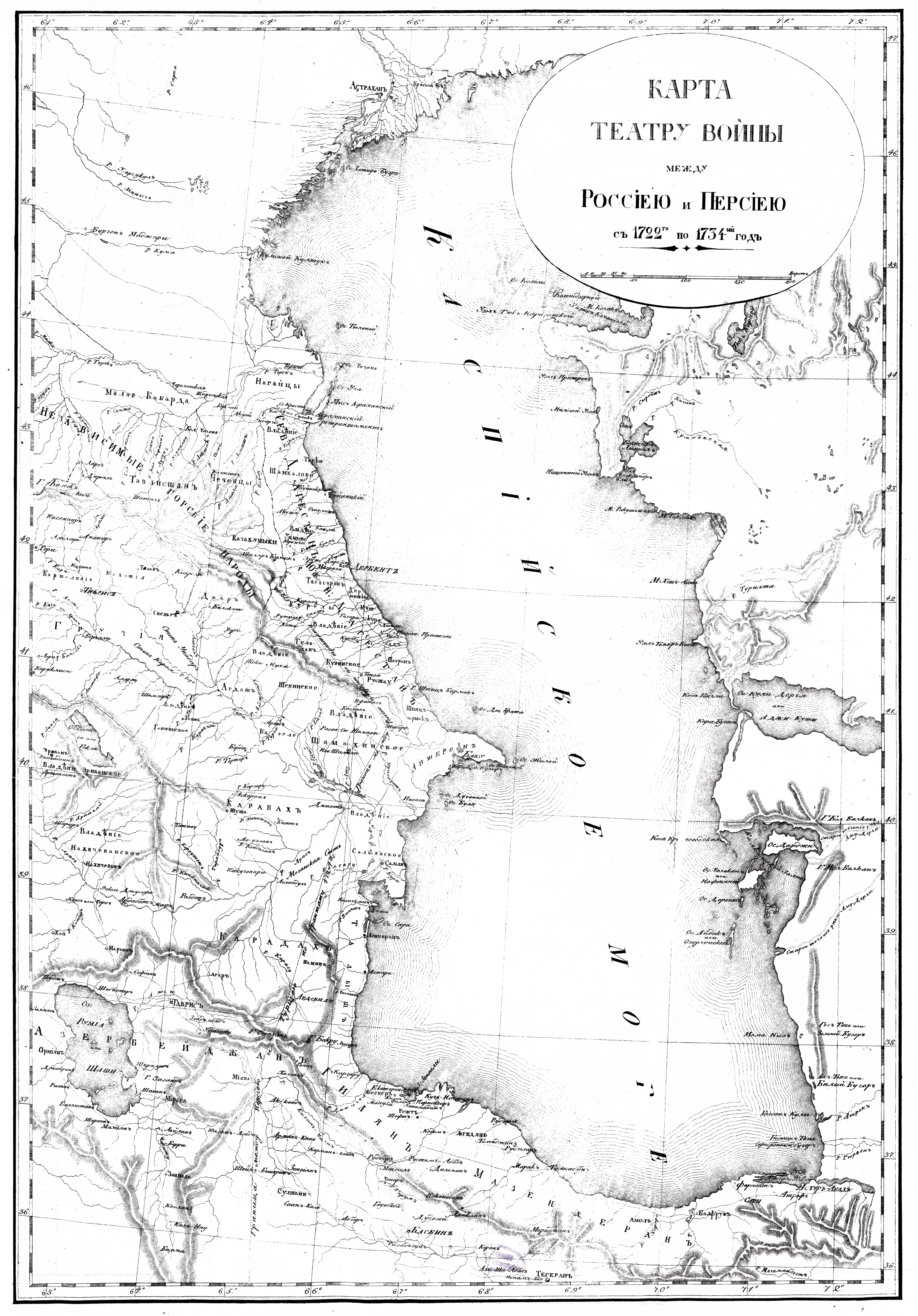
Д. П. Бутурлин. Карта войны России и Персии

Флотилия Петра прибыла к месту назначения 27 июля 1722 года, и Петр первым сошел на берег.
Русские войска, двигавшиеся на юг, в июле 1722 года получали прошения о принятии в подданство от окрестных дагестанских владетелей, но послов из Эндиреевского княжества Петр I не дождался. В наказание император послал на Эндирей корпус под командованием бригадира Ветерани (2000 драгун и 400 казаков). Ветерани должен был занять «Андреевскую деревню» (селение Эндери) и обеспечить высадку десанта в Аграханском заливе. К нему присоединились владельцы Большой Кабарды Эльмурза Черкасский и Малой Кабарды Асламбек Комметов. 23 июля на подступах к Эндирею владетели Айдемир и мусал Чапалов с 5 — 6 тысячами кумыков и чеченцев произвели внезапное нападение на русских. Конница Ветерани понесла большие потери и начала отступать. Тогда на Эндирей с большим войском был отправлен полковник Наумов, который сжёг Эндирей. Впоследствии Пётр посылал против чеченцев карательную экспедицию, состоявшую в основном из калмыков.
12 августа, собрав свою армию, Пётр вместе с императрицей торжественно вошел в столицу шамхала Тарку. Через три дня он вернулся в свой лагерь на берегу Каспийского моря и, отстояв службу в полевой церкви Преображенского полка, сложил из камней вместе со своими сподвижниками большой холм. Это произошло на месте современного города Махачкала, получившего свое первоначальное название Порт-Петровск в честь пребывания когда-то на этом месте царя. На следующий день во главе своей армии Петр отправился в Дербент, а флот с запасами продовольствия и оружия отправился следом.
5 (16) августа русская армия продолжила движение к Дербенту. 6 (17) августа на реке Сулак к армии присоединились со своими отрядами кабардинские князья Мурза Черкасский и Аслан-Бек. 8 (19) августа переправилась через реку Сулак. 15 (26) августа войска подошли к Таркам, местопребыванию шамхала. 19 (30) августа состоялась битва на реке Инчхе между русскими войсками и 10-тысячной армией утамышского султана Магмуда и 6-тысячным отрядом уцмия кайтагского Ахмет-хана, закончившаяся победой России.

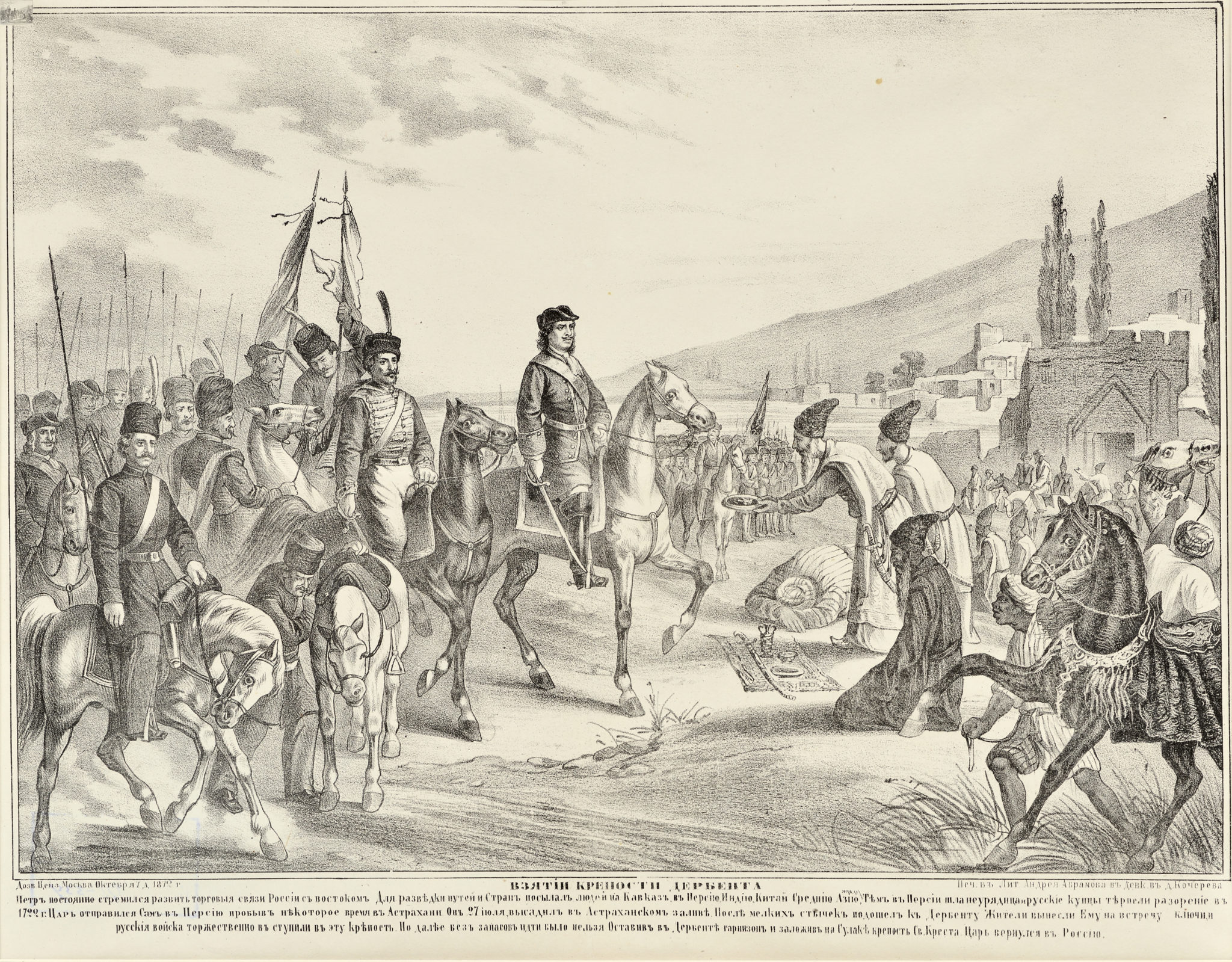
Пётр I в Дербенте

Союзником Петра выступил тарковский шамхал Адиль-Гирей, который овладел Дербентом и Баку до подхода русской армии. 23 августа (3 сентября) русские войска вошли в Дербент. Дербент был стратегически важным городом, так как прикрывал береговой путь вдоль Каспия. 28 августа (8 сентября) к городу стянулись все русские силы, в том числе и флотилия. Дальнейшее продвижение на юг приостановила сильная буря, которая потопила все суда с продовольствием. Пётр I решил оставить гарнизон в городе и вернулся с основными силами в Астрахань, где начал подготовку к кампании 1723 года. Это был последний военный поход, в котором он непосредственно принимал участие.
В сентябре Вахтанг VI c войском вступил в Карабах, там он вёл боевые действия против восставших дагестанцев. После захвата Гянджи к грузинам присоединились армянские войска с католикосом Исаей во главе. Под Гянджой в ожидании Петра грузино-армянское войско простояло два месяца, однако, узнав об уходе русского войска с Кавказа, Вахтанг и Исайя возвратились с войсками в свои владения.
Российский консул в персидской провинции Гилян Семён Аврамов сообщил, что жители этой провинции просят защиты от бунтовщиков: «Тамошние жители от бунтовщиков весьма утеснены и ничего так не желают, как чтобы пришло Российское войско и приняло их в защищение». После этого в ноябре был высажен десант из пяти рот под начальством полковника Шипова для занятия города Решт. Позже, в марте следующего года, рештский визирь организовал восстание и силами в 15 тыс. человек попытался выбить занимавший Решт отряд Шипова. Все атаки персов были отражены.

### Кампания 1723 года

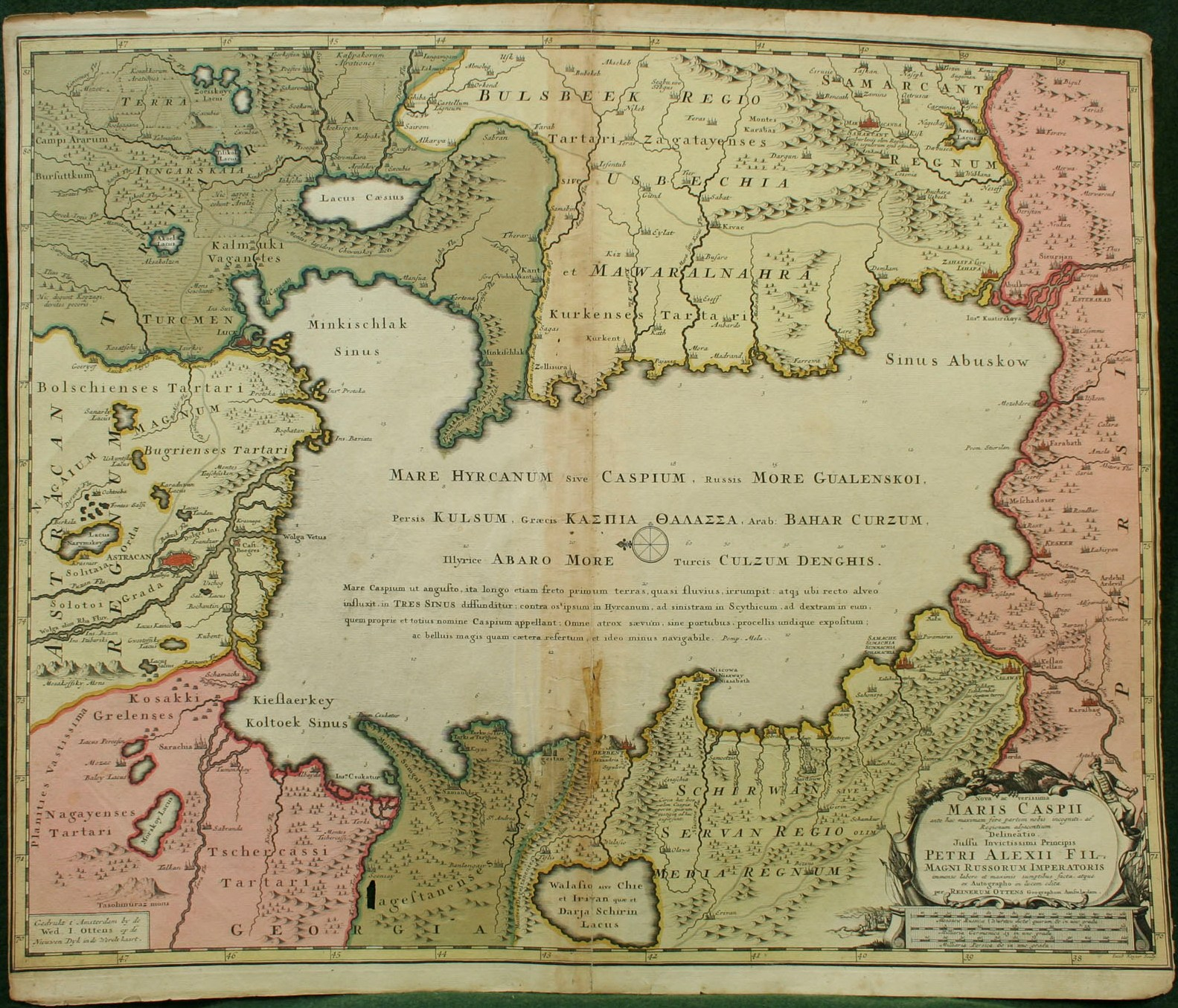
Карта Каспийского моря по съёмкам Еремея Мейера 1703 г., изданная в Амстердаме в 1722 или 1723 г.

Во время второй персидской кампании в Персию был послан значительно меньший отряд под командованием Матюшкина, а Пётр I только руководил действиями Матюшкина из Российской империи. В походе принимали участие 15 гекботов, полевая и осадная артиллерия и пехота. 20 июня отряд двинулся на юг, вслед за ним из Казани вышел флот из гекботов. 6 июля сухопутные войска подошли к Баку. На предложение Матюшкина добровольно сдать город осаждённые ответили отказом. 21 июля 4 батальонами и двумя полевыми орудиями русские отбили вылазку осаждённых. Тем временем 7 гекботов встали на якоре рядом с городской стеной и начали вести по ней плотный огонь, тем самым уничтожив крепостную артиллерию и частично разрушив стену. 25 июля был намечен штурм со стороны моря через образованные в стене проломы, но поднялся сильный ветер, который отогнал российские суда. Осаждённые успели этим воспользоваться, заделав в стене все бреши. Однако 26 июля город капитулировал без боя.

## Итог
Весной 1723 года османская армия вторглась в Персию. Узнав об этом, Тахмасп II послал в Петербург посла Исмаил-бека для заключения с Россией союза, по которому Пётр I обещал помочь в изгнании афганцев из страны.
Согласно Петербургскому мирному договору Персия признавала за Россией Дербент и Баку и уступала Гилян, Мазендеран и Астрабад. Таким образом к России отошло всё западное и южное побережье Каспийского моря. Контроль над присоединёнными территориями обеспечивал Низовой корпус.
Переход к России прикаспийских провинций Персии обострил русско-турецкие отношения. Османская империя использовала неустойчивое положение персидского шаха Тахмаспа II, и в конце 1723 – начале 1724 года вторглась в Восточную Грузию и Восточную Армению и стала угрожать войной России. Русско-турецкие отношения были урегулированы Константинопольским мирным договором. По договору Турция сохраняла занятые ею восточные области Грузии и Армении, Тебризское, Казвинское и Шемахинское ханства, Россия — города и провинции, полученные по Петербургскому договору 1723 года.
В 1732 году был заключен Рештский договор между Россией и Персией о совместных военных действиях против Османской империи, по которому Россия вернула Персии Астрабад, Гилян и Мазендеран. По Гянджинскому договору 1735 года вернула Персии Баку и Дербент с прилежащими землями.

## Отношение иностранных государств
Пётр Великий уделял большое внимание внешней политике России. Персидский поход рассматривался российским императором как военная кампания по осваиванию и приобретению выхода к морям после победы в Северной войне. При реализации планов по расширению и выходу к Каспийскому морю в войне с Персией, Российская империя смогла бы вести торговлю со странами Западной Европы. Для этого нужно было через реку, которая якобы выходила из Каспия и доходила до Индии, переправлять товары с Востока и продавать их за более высокую цену в Европе.
Франция поддерживала планы Петра Великого в отношении Персии. Французское правительство не хотело, чтобы османы начали войну против России. Французам было выгодно видеть их союзниками в решении своих вопросов с Австрией. На переговорах в Константинополе Франция высказала свою точку зрения по данному поводу. «… французский посол говорил следующую речь: […] чтоб российской монарх для содержания Портою вечно постановленной дружбы удержал свое оружие от действ, […] Турецкие министры на то сказали, что к лезгам давно от Порты указы посланы, чтоб они никаких неприятельств над вышепомянутыми российскими местами не чинили»..
Петр Великий начал вести переговоры с голландцами. Планировалось, что голландские купцы, которые уже вели глобальную торговлю, согласятся покупать у России товары с Востока. Им даже было отправлено письмо с предложением о торговле шёлком. «… голландцам объявить о торгу их шелковом, тоб оной начать»..
В XVIII веке товары из восточных стран имели огромный спрос в Европе. Например, изюм и шафран высоко ценились в Польше. «Наблюдательный царь, как опытный коммерсант, заметил, что польская шляхта за столом не может обойтись без этих специй».. Пётр Великий предполагал туда в дальнейшем сбывать эти продукты. К тому же, отношения с Польшей частично наладились во время Северной войны.
В 1721 году Британия отказалась признать Россию империей. Она отрицательно относилась к Персидскому походу, рассматривая его не как помощь русской армии персам в борьбе с восставшими лезгинами, а как намеренный захват прикаспийских земель. Пётр Великий рассматривал ее как наиболее значимого конкурента в торговле. «Пётр не трогал англиской торговли […] Он решился нанести удар британскому импорту».. Англичане в правящих кругах Константинополя говорили, что на самом деле русские собирают большую армию для взятия Ширвана, Эривани и Грузии. Пётр Великий сразу написал И.И. Неплюеву, где заверял Порту о том, что захват Персии им никогда не предполагался. «… нам такожде потребно будет для безопасности своих границ некоторые провинции удержать»..
Дания занимала двоякую позицию в отношении как России, так и Британии.. Датское правительство хотело начать торговлю с русскими, но в дальнейшем датский король заручился поддержкой англичан и выступил против. Дания, а также Швеция, не желали доступа русских купцов в море с Прибалтики, и ведению ими там своей торговли восточными товарами из Индии.
Османская империя желала получить доступ в Каспийское море, чтобы не позволить русским купцам вести торговлю со странами Востока, а также продавать им купленные восточные товары в Европу. Турки собирались оказывать помощь бунтующим в Персии, которые устраивали беспорядки. Бунтовщики отнеслись к этому положительно, попросив принять их под своё покровительство. «… бунтовщик Дауд-бек послал к султану турскому, чтоб принял его в свою протекцию».. Персидский поход резко обострил российско-турецкие отношения и поставил обе державы на грань войны. Но в 1724 году был подписан Константинопольский договор о разделе сфер влияния в Прикаспии и Закавказье, по которому Османская империя признала российские завоевания в Персии
В Крымском ханстве правительство открыто призывало к войне против России. «… выслать всех магометанцев […] из своих домов своих, и велеть им, […] против возмутителей весьма жестко биться».. Это происходило по той причине, что ханы, являвшиеся вассалами турок, понимали, что Пётр Великий за время правления укрепил страну и теперь Россия может нести им угрозу.
Экономические отношения ни с одной страной реализованы не были. Это произошло по причине того, что река из Персии в Индию отсутствовала. Осуществить быструю торговлю между Европой и Востоком оказалось невозможно.